# David Lei Brandt

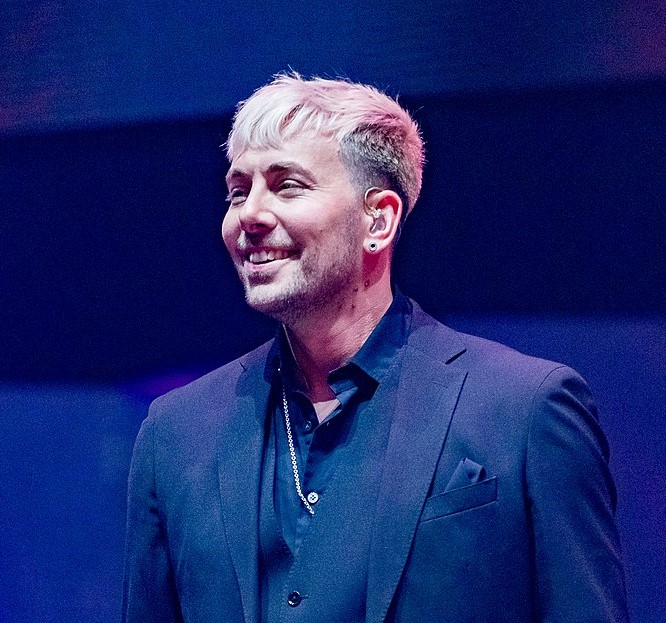
David Lei Brandt (2022)

David Leibrandt Masterson (* 29. November 1986 in Pomona, Kalifornien) ist ein US-amerikanischer Sänger, Tänzer und Schauspieler.  Er war Mitglied der Boybands Varsity Fanclub und Team 5ünf.

## Leben und Wirken
David Lei Brandt spielte unter der Leitung seines Vaters bereits während seiner Schulzeit in Kalifornien Hauptrollen bei Equity Stage, zum Beispiel in High School Musical, Grease, Fiddler on the Roof, Camelot, Guys and Dolls, West Side Story, Oliver, Les Miserables und The Diary of Anne Frank. Seit seinem sechzehnten Lebensjahr unterrichtet er Tanz und Choreografie. 

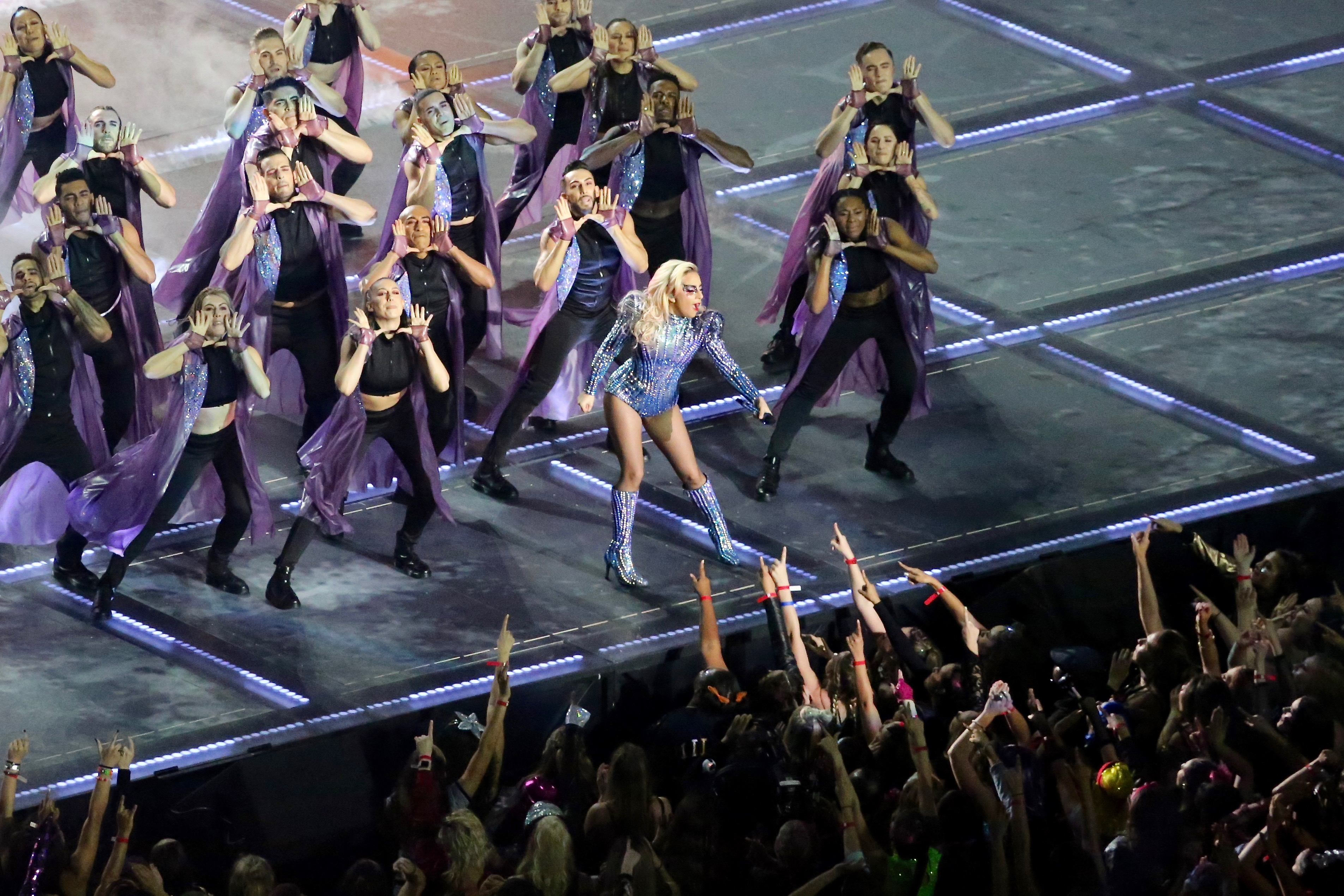
David Lei Brandt direkt hinter Lady Gaga bei ihrem Auftritt beim Super Bowl 2017

Brandt begann seine Gesangskarriere 2007 als Mitglied der Boyband Varsity Fanclub. Nach der Spaltung der Gruppe wurde er 2010 Haupt-Background-Tänzer für Lady Gaga, die er während der nächsten sechs Jahre auf zwei Welttourneen begleitete sowie bei Musikvideos und Auszeichnungen. Während dieser Zeit schrieb und produzierte er Musik für verschiedene Künstler und arbeitete gleichzeitig an seinem eigenen Sound. Am Ende des Art Pop Ballsüberreichte Lady Gaga ihm ihr Mikrofon und er interpretierte einen Teil des Songs. Daraufhin entschied er sich, als Künstler zur Musik zurückzukehren.

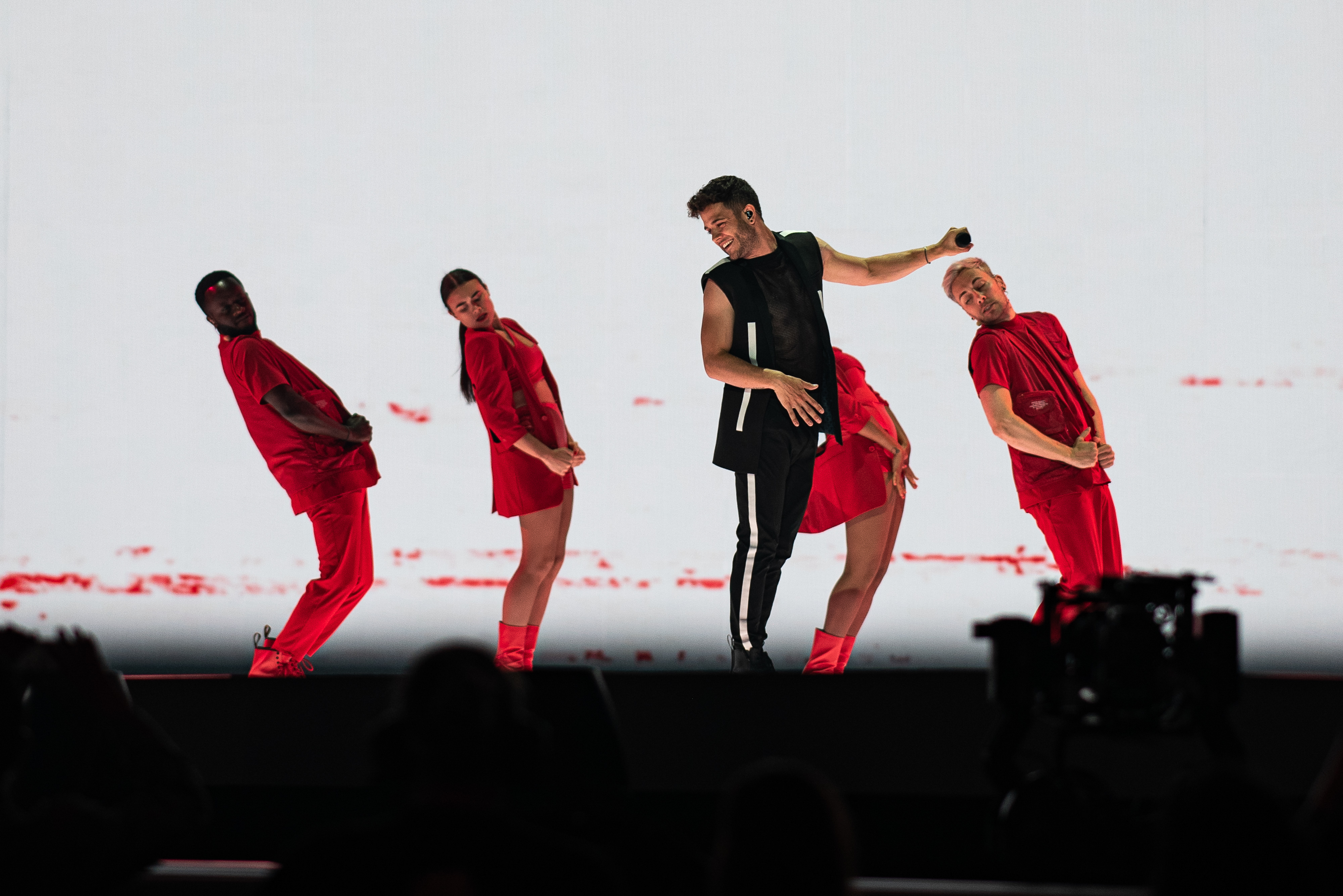
David Lei Brandt (ganz rechts) mit Luca Hänni beim Finale vom Eurovision Song Contest 2019

2018 spielte Brandt die Rolle des „Bad Boy Lucian“ in der von Thomas Hermanns stammenden Musical-Show Boybands Forever. 2019 wirkte Brandt für Luca Hänni als Tänzer beim Schweizer Beitrag des Eurovision Song Contest 2019 mit, der mit dem Lied She Got Me im Finale Platz 4 erreichte.
2021 wurde Brandt neben Jay Khan und Marc Terenzi Mitglied in der Schlager-Boyband Team 5ünf, die er im Februar 2023 wieder verließ. Im Juni 2023 veröffentlichte er seine erste deutschsprachige Solo-Single Tanz mit mir.

## Diskografie
Singles
- Moments – Kamino feat. David Lei Brandt (2017)
- Fvcked Up Love (2018)
- Heaven (2019)
- Girlfriend feat. Cullen Bonham (2019)
- Love You Outta Style – David Lei Brandt feat. Black Prez (2019)
- Get Through to You (2020)
- Into You (2023)
- Tanz mit mir (2023)
- I'll Be There (2023)